# Wally Webb
William Webb, detto Wally (Londra, 4 luglio 1882 – Hendon, 1949), è stato un pugile britannico.

## Palmarès

### Olimpiadi
- Bronzo a Londra 1908 nei pesi gallo.